# Liste der Kulturdenkmale in Groß- und Kleindrebnitz
In der Liste der Kulturdenkmale in Groß- und Kleindrebnitz sind die Kulturdenkmale des Ortsteils Groß- und Kleindrebnitz der sächsischen Stadt Bischofswerda verzeichnet, die bis September 2024 vom Landesamt für Denkmalpflege Sachsen erfasst wurden (ohne archäologische Kulturdenkmale). Die Anmerkungen sind zu beachten.

## Liste der Kulturdenkmale in Groß- und Kleindrebnitz
| Bild                                    | Bezeichnung | Lage                                        | Datierung | Beschreibung | ID       |
| --------------------------------------- | --- | ------------------------------------------- | --- | --- | -------- |
| Direkt Bild zu diesem Denkmal hochladen | Grenzstein | (Kreuzung Sträßel/Viebig) (Karte)           | 19. Jahrhundert | Verkehrsgeschichtliche Bedeutung, hochrechteckiger Grenzstein aus Granit mit pyramidalem oberen Abschluss, an vier Seiten reliefierte Tafel, ursprünglich sicher zur Beschriftung vorgesehen | 09304733 |
|                                         | Scheune eines Dreiseithofes | Bergweg 1a (Karte)                          | Bezeichnet mit 1912 | Großer verbretterter Fachwerkbau mit ornamental verschiefertem Giebel, baugeschichtlich und wirtschaftsgeschichtlich von Bedeutung, Dach und Giebel neu verschiefert, Fenster original, im Giebel bezeichnet mit 1912, bis 2011 irrtümlich unter Hausnummer 1 in der Liste | 09292776 |
| Weitere Bilder                          | Pfarrhaus | Dammweg 2 (Karte)                           | Bezeichnet mit 1636 | Obergeschoss Fachwerk verschiefert, baugeschichtlich und ortsgeschichtlich von Bedeutung, Giebel verschiefert, Fenster im Obergeschoss weitgehend Originalgröße | 09289505 |
| Weitere Bilder                          | Kirche und Kirchhof, Feierhalle, ein Grabmal, Einfriedung mit schmiedeeisernem Eingangstor und Treppenanlage sowie Denkmal für die Gefallenen des Deutsch-Französischen Krieges und des Ersten Weltkrieges an der Südmauer der Kirche | Dammweg 3 (neben) (Karte)                   | Grundmauern 13. Jahrhundert (Kirche); 1. Hälfte 19. Jahrhundert (Kirche); 2. Hälfte 19. Jahrhundert (Grabmal); nach 1918 (Kriegerdenkmal) | Saalkirche verputzter Bruchsteinbau mit Satteldach, an der Westseite quadratischer Turm mit Pyramidendach, frühbarocker Kanzelaltar, Orgel 2. Hälfte 19. Jahrhundert, baugeschichtlich und ortsgeschichtlich von Bedeutung. Umlaufende Einfriedung aus Bruchsteinmauerwerk, zum Teil verputzt, Eingang mit schmiedeeisernem Tor und Treppenanlage, Feierhalle, 1920er Jahre, Grabmal mit einem trauernden Engel, der sich auf eine Urne stützt, 2. Hälfte 19. Jahrhundert. Kleine Saalkirche, die Grundmauern des 13. Jahrhunderts noch erhalten, 1852 durchgreifender Umbau des Innern. Verputzter Bruchsteinbau mit Satteldach, Blendarkaden in drei Geschossen schmücken den Giebel der Ostseite. An der Westseite quadratischer Turm mit Pyramidendach, dessen oberer Teil wurde 1894 neu aufgesetzt und durch einen Blendbogenfries betont. Im Innern flachgedeckt. Zweigeschossige Holzemporen an den Längsseiten, die Orgelempore an der Westwand konvex vorschwingend. Klassizistischer Kanzelaltar mit kannelierten Säulen, 1830. Die Orgel ebenfalls von 1830 von Christian Gottfried Herbrig. | 09289504 |
| Direkt Bild zu diesem Denkmal hochladen | Zwei Steindeckerbrücken | Großdrebnitzer Straße 15a, 16 (vor) (Karte) | 2. Hälfte 19. Jahrhundert | Baugeschichtlich von Bedeutung, Geländer mit seitlichen Steinen | 08986182 |
|                                         | Wohnstallhaus eines Zweiseithofes | Großdrebnitzer Straße 16 (Karte)            | 2. Hälfte 19. Jahrhundert | Obergeschoss Fachwerk verbrettert, an der Giebelseite verputzt, Giebel verschiefert, eines der wenigen weitgehend original erhaltenen kleineren Wohnstallhäuser im Ort, baugeschichtlich von Bedeutung, Fenster Originalgröße | 09289509 |
| Weitere Bilder                          | Wohnstallhaus eines Dreiseithofes | Großdrebnitzer Straße 17 (Karte)            | 2. Hälfte 19. Jahrhundert | Putzbau mit Drempel, Gurtgesims und Eckrustizierung, eines der größten Häuser im Ort, baugeschichtlich und ortsbildprägend von Bedeutung | 09289506 |
|                                         | Wohnstallhaus eines Dreiseithofes | Großdrebnitzer Straße 26 (Karte)            | 1867 (Auskunft) | Obergeschoss Fachwerk, eines der wenigen original erhaltenen Häuser im Ort, baugeschichtlich von Bedeutung, Fenster in Originalgröße, mit Sprossen, Wohnstallhaus Abbruch und Neubau vorgesehen | 09289507 |
| Direkt Bild zu diesem Denkmal hochladen | Wohnstallhaus eines Dreiseithofes | Großdrebnitzer Straße 27 (Karte)            | 2. Hälfte 19. Jahrhundert | Obergeschoss und Drempel mit Sichtfachwerk, Giebel verschiefert, einziges Beispiel dieser Art im Ort, baugeschichtlich von Bedeutung, Fenster in Originalgröße, mit Sprossen | 09289508 |
| Weitere Bilder                          | Wohnstallhaus; ehem. Kirchmühle | Großdrebnitzer Straße 34 (Karte)            | Ende 19. Jahrhundert | Wohnstallhaus; ohne Garagenanbau, Obergeschoss Fachwerk verputzt, an der Giebelseite ornamental verschiefert, weitgehend ursprüngliches Erscheinungsbild, baugeschichtlich von Bedeutung, Fenster im Obergeschoss Originalgröße, 1997 saniert, Kunststofffenster; ehem. Kirchmühle Großdrebnitz. | 09289503 |
| Weitere Bilder                          | Gasthof Erbgericht mit Tanzsaal | Großdrebnitzer Straße 37 (Karte)            | Bezeichnet mit 1846 | Putzbau mit integriertem Tanzsaal und Drempel mit rundbogigen Zwillingsfenstern, baugeschichtlich und ortsgeschichtlich von Bedeutung, mit Drempel, Satteldach, profilierte Fenstergewände, Tanzsaal: große Rundbogenfenster im Obergeschoss, Drempel mit rundbogigen Zwillingsfenstern | 09289502 |
|                                         | Wohnstallhaus und hölzerne Gartenlaube | Großdrebnitzer Straße 41 (Karte)            | 2. Hälfte 19. Jahrhundert | Wohnstallhaus Obergeschoss Fachwerk verbrettert, baugeschichtlich und straßenbildprägend von Bedeutung, Giebel verbrettert, Fenster gesprosst, in Originalgröße, saniert, Schieferdach, verbrettert, Gartenlaube schlechter Zustand, 2011 noch da, aber völlig von Grün zugewachsen | 09289501 |
|                                         | Wohnstallhaus | Großdrebnitzer Straße 44 (Karte)            | Giebel bezeichnet mit 1890 | Obergeschoss Fachwerk verbrettert, Giebel ornamental verschiefert, baugeschichtlich und straßenbildprägend von Bedeutung, Sprossenfenster originale Größe | 09289500 |
|                                         | Scheune eines Dreiseithofes | Großdrebnitzer Straße 54 (Karte)            | 1845 | Fachwerk, teils verbrettert, baugeschichtlich und wirtschaftsgeschichtlich von Bedeutung, Türstock bezeichnet mit 1845, Fachwerk im Obergeschoss, teilweise verbrettert und verschiefert, Wohnstallhaus ist saniert und kein Denkmal | 08986183 |
|                                         | Wohnhaus (Nr. 78) eines ehemaligen Vierseithofes | Großdrebnitzer Straße 78, 78a (Karte)       | Bezeichnet mit 1870 | Putzbau mit zwei Gurtgesimsen, Drempel und Walmdach, baugeschichtlich und ortsbildprägend von Bedeutung, prägnante Schornsteinköpfe. Wohnstallhaus (Nummer 78a) mit Sichtfachwerk im Obergeschoss (zur Straße), Sandsteingewände im Erdgeschoss, Krüppelwalmdach, 1996 Abbruch. | 09289498 |
| Direkt Bild zu diesem Denkmal hochladen | Wohnstallhaus mit angebauter Scheune | Großdrebnitzer Straße 83 (Karte)            | 2. Hälfte 19. Jahrhundert | Obergeschoss Sichtfachwerk, baugeschichtlich und straßenbildprägend von Bedeutung, im Obergeschoss Originalfenster, neu verputzt und Fachwerk angemalt, Fachwerk noch darunter | 09289497 |
| Direkt Bild zu diesem Denkmal hochladen | Granitbogenbrücke und Grenzstein | Kleindrebnitzer Straße 1 (bei) (Karte)      | 19. Jahrhundert | Baugeschichtlich, technikgeschichtlich und ortsgeschichtlich von Bedeutung | 08986184 |
|                                         | Gutsverwalterhaus eines ehemaligen Teichvorwerks | Kleindrebnitzer Straße 2 (Karte)            | Um 1800 | Breitgelagerter Putzbau mit Krüppelwalmdach, baugeschichtlich und ortsgeschichtlich von Bedeutung, Nische mit Gesims und Giebel: Thormeyer-Motiv | 08986185 |
| Direkt Bild zu diesem Denkmal hochladen | Wohnstallhaus und drei Seitengebäude eines Vierseithofes | Kleindrebnitzer Straße 39 (Karte)           | Bezeichnet mit 1828 | Wohnstallhaus Obergeschoss Sichtfachwerk, Sandsteingewände, verbretterte Fachwerkseitengebäude, einer der wenigen ursprünglich erhaltenen Höfe im Ort, baugeschichtlich und wirtschaftsgeschichtlich von Bedeutung, Wohnstallhaus: Fenster mit Sprossen, weitgehend Originalgröße | 09289510 |
|                                         | Wohnstallhaus | Kleindrebnitzer Straße 41 (Karte)           | Mitte 19. Jahrhundert | Obergeschoss Fachwerk verbrettert, baugeschichtlich von Bedeutung, Fenster in Originalgröße | 09289511 |
|                                         | Wohnstallhaus | Kleindrebnitzer Straße 42 (Karte)           | Mitte 19. Jahrhundert | Obergeschoss Sichtfachwerk, teils verbrettert, ursprünglich erhalten, baugeschichtlich von Bedeutung, Feldsteinsockel, Fenster in Originalgröße saniert, Schieferdach, Fachwerk aufgedoppelt | 09289512 |

## Ehemalige Denkmäler
| Bild                                    | Bezeichnung                                                                                          | Lage                             | Datierung                                                                 | Beschreibung | ID       |
| --------------------------------------- | --- | -------------------------------- | ------------------------------------------------------------------------- | --- | -------- |
|                                         | Ehemaliges Gasthaus (ohne Anbau)                                                                     | Großdrebnitzer Straße 66 (Karte) | 2. Hälfte 19. Jahrhundert                                                 | Putzbau mit Gurtgesims und Zwillingsfenster im Giebel, baugeschichtlich von Bedeutung. Zwischen 2017 und 2024 aus der Denkmalliste gestrichen.                                                                      | 09289499 |
| Direkt Bild zu diesem Denkmal hochladen | Scheune eines ehemaligen Dreiseithofes                                                               | Großdrebnitzer Straße 75 (Karte) |                                                                           | Hoher Originalitätsgrad, baugeschichtliche Bedeutung. Zwischen 2017 und 2024 aus der Denkmalliste gestrichen. | 09292775 |
| Direkt Bild zu diesem Denkmal hochladen | Maschinenteich einer ehemaligen Spinnmühle mit Teichständer und Mönch (Großdrebnitzer Wollspinnerei) | Neudrebnitz (Karte)              | Vermutlich 1846 (Mönch); bezeichnet mit 1846 (Teichständer); 1846 (Teich) | Letzte Zeugnisse des historischen Produktionsstandortes einer Spinnmühle, bis heute in Nutzung, guter Erhaltungszustand der Ablaufbauwerke, Mönch mit Seltenheitswert, orts- und technikgeschichtlich von Bedeutung | 09306743 |

## Tabellenlegende
- Bild: Bild des Kulturdenkmals, ggf. zusätzlich mit einem Link zu weiteren Fotos des Kulturdenkmals im Medienarchiv Wikimedia Commons. Wenn man auf das Kamerasymbol klickt, können Fotos zu Kulturdenkmalen aus dieser Liste hochgeladen werden:
- Bezeichnung: Denkmalgeschützte Objekte und ggf. Bauwerksname des Kulturdenkmals
- Lage: Straßenname und Hausnummer oder Flurstücknummer des Kulturdenkmals. Die Grundsortierung der Liste erfolgt nach dieser Adresse. Der Link (Karte) führt zu verschiedenen Kartendiensten mit der Position des Kulturdenkmals. Fehlt dieser Link, wurden die Koordinaten noch nicht eingetragen. Sind diese bekannt, können sie über ein Tool mit einer Kartenansicht einfach nachgetragen werden. In dieser Kartenansicht sind Kulturdenkmale ohne Koordinaten mit einem roten bzw. orangen Marker dargestellt und können durch Verschieben auf die richtige Position in der Karte mit Koordinaten versehen werden. Kulturdenkmale ohne Bild sind an einem blauen bzw. roten Marker erkennbar.
- Datierung: Baubeginn, Fertigstellung, Datum der Erstnennung oder grobe zeitliche Einordnung entsprechend des Eintrags in der sächsischen Denkmaldatenbank
- Beschreibung: Kurzcharakteristik des Kulturdenkmals entsprechend des Eintrags in der sächsischen Denkmaldatenbank, ggf. ergänzt durch die dort nur selten veröffentlichten Erfassungstexte oder zusätzliche Informationen
- ID: Vom Landesamt für Denkmalpflege Sachsen vergebene, das Kulturdenkmal eindeutig identifizierende Objekt-Nummer. Der Link führt zum PDF-Denkmaldokument des Landesamtes für Denkmalpflege Sachsen. Bei ehemaligen Kulturdenkmalen können die Objektnummern unbekannt sein und deshalb fehlen bzw. die Links von aus der Datenbank entfernten Objektnummern ins Leere führen. Ein ggf. vorhandenes Icon  führt zu den Angaben des Kulturdenkmals bei Wikidata.